# ミナミ
座標: 北緯34度39分58秒 東経135度29分54秒 / 北緯34.6660度 東経135.4982度

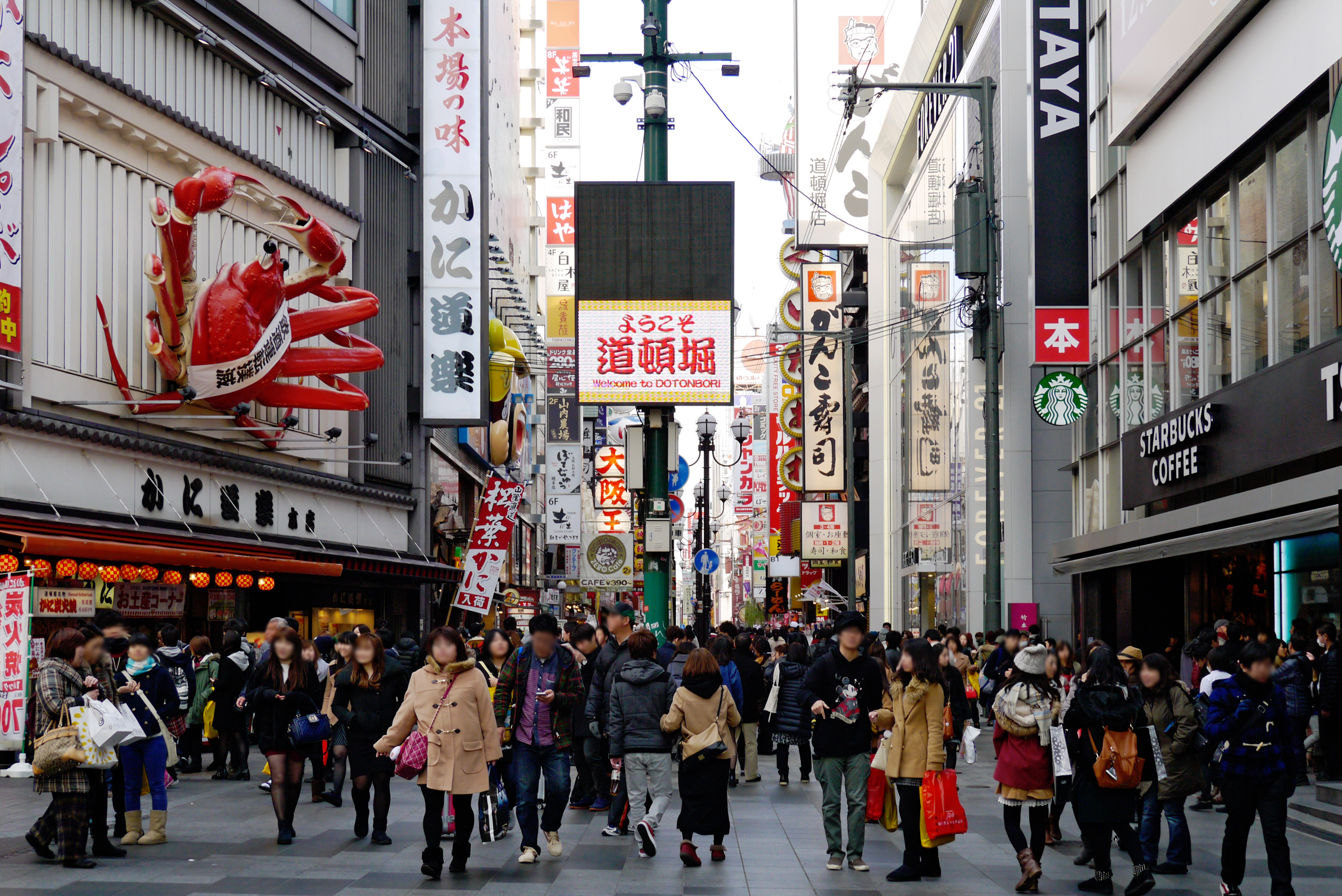
ミナミの繁華街・道頓堀

ミナミは、大阪市中央区の難波・心斎橋・道頓堀・千日前を中心とした繁華街・歓楽街の総称である。その範囲の一部は浪速区にもまたがり繁華街の面積としては日本最大規模である。「大阪ミナミ」とも呼ばれる。
売上高や商業面積において日本最大級の繁華街であり、梅田・北新地などで成り立つキタと並ぶ、大阪を代表する繁華街の一角である。キタとともに大阪市の公文書でも用いられるが、繁華街としての大まかな場所を指し、明確な範囲は定義されていない。

## 概要

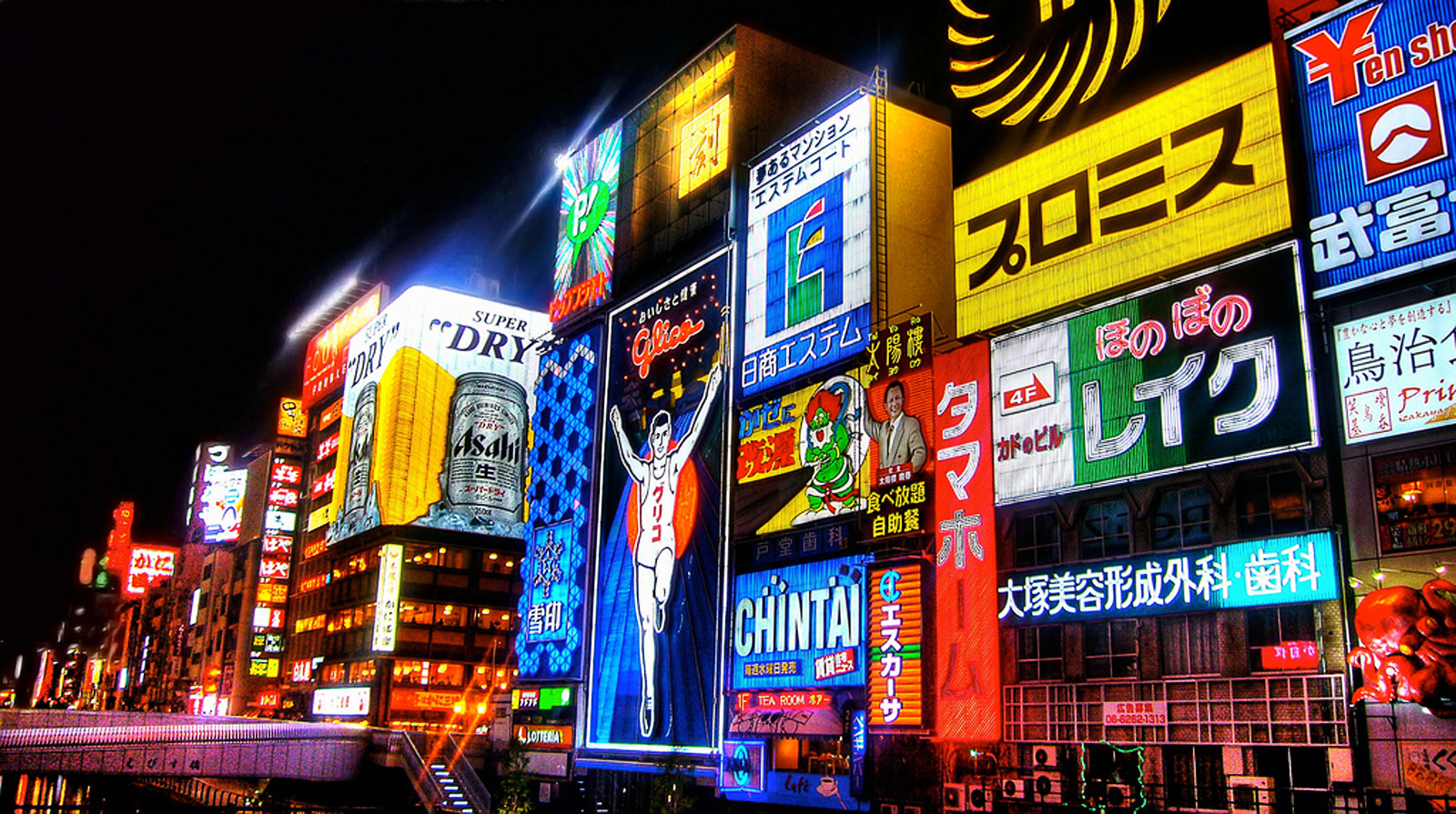
戎橋と道頓堀川沿いのネオンサイン

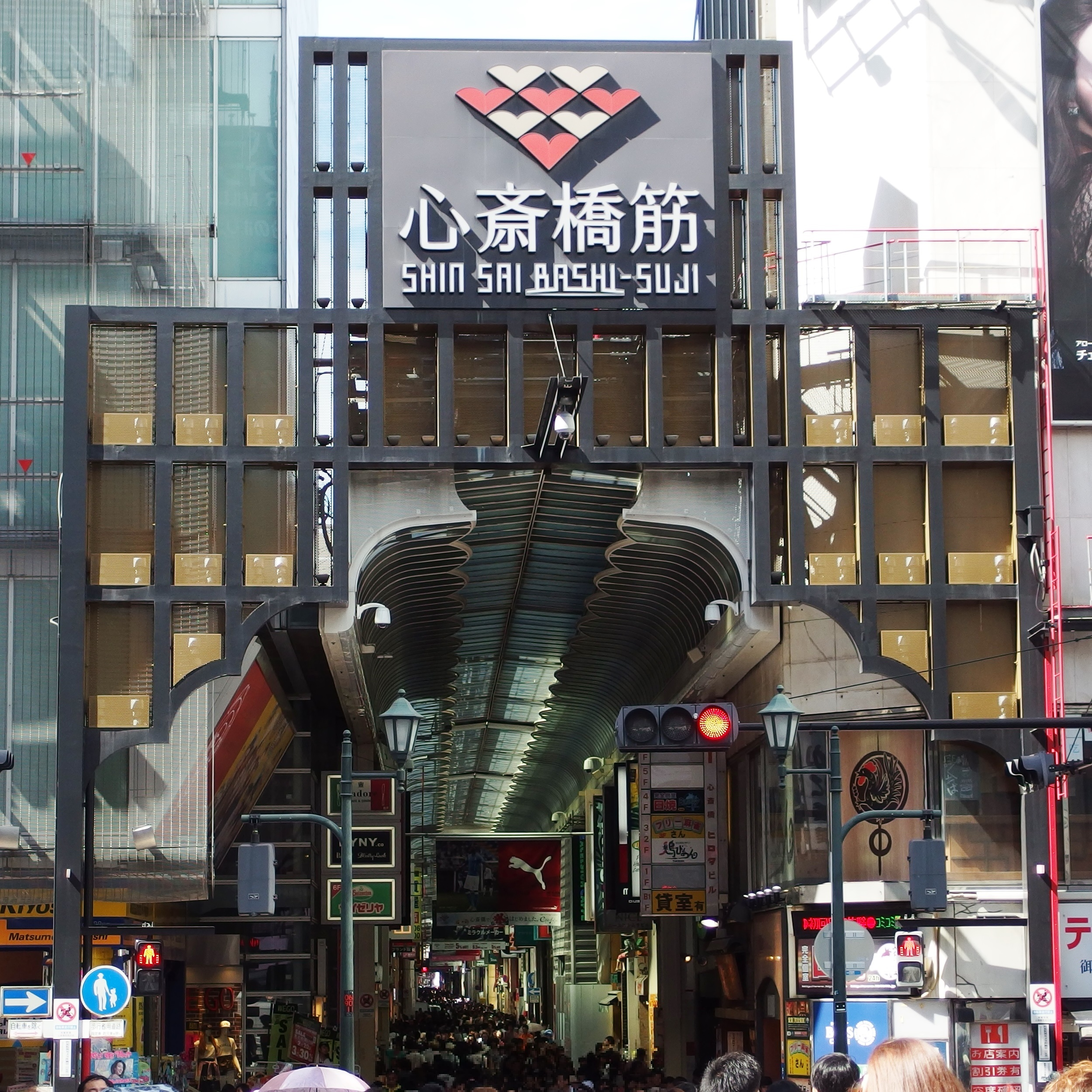
心斎橋筋商店街

ミナミは、島之内（東心斎橋・宗右衛門町・心斎橋筋・西心斎橋）・道頓堀・千日前・難波（難波千日前・難波中）といった地域に広がる繁華街の総称である。歓楽街の東心斎橋南部・宗右衛門町、御堂筋を中心に老舗百貨店の大丸やファッションビルのPARCO、さらにラグジュアリーブランドの路面店が立ち並ぶ高級繁華街の心斎橋、近畿地方随一の若者の街として知られるアメリカ村（アメ村）を包含する西心斎橋、雑多な雰囲気を持ち、大阪グルメを中心とした飲食店が多数集積する道頓堀・千日前・難波千日前、髙島屋・なんばCITY・なんばパークスなどターミナル駅直結の大型商業施設が立地する難波南部の浪速区難波中など、同じミナミでもエリアによって雰囲気や性格が異なる。
これらの地域が大阪市の旧来からの中心業務地区（CBD）である船場地区の南側に位置することや、大半がかつて存在した南区の区域に当たることからミナミと呼ばれている。
一般的に道頓堀通を東西基軸、心斎橋筋（戎橋以南は戎橋筋）を南北基軸として、北は心斎橋駅が位置する長堀通、南は南海難波駅、西は西横堀川（現在は埋立、阪神高速1号環状線北行き）もしくは四つ橋筋、東は堺筋までを指すことが多い。ミナミという用語はメディアや行政などでも用いられる機会が多いが、キタと同様に具体的に明確な地理的範囲の定義があるわけではない。繁華街は、長堀通以北の南船場、西横堀川以西の堀江（西区北堀江・南堀江）、堺筋以東の黒門市場および堺筋沿いのでんでんタウン（浪速区日本橋）とも隣接しており、最も広範に捉えた場合には西区にもまたがることになる。またミナミというと雑多な繁華街のイメージをもたれるため、高級繁華街としてブランドイメージのある心斎橋をミナミに含めないこともある。難波や道頓堀を中核としたエリアであるが、人によってミナミの指し示す範囲が多少異なることがある。
また、大阪商工会議所等では狭義のミナミエリア（上述）に新世界（新今宮駅周辺）や上本町から天王寺・阿倍野エリアを起点に、大和川以南（泉州・南河内）の各市町村を含めた地域を「グレーターミナミ（大ミナミ）」と位置づけている。
以前は客引きが多く、2004年10月時点で客引きが約260人いたが、改正迷惑防止条例が2005年12月1日に施行されてから、数人たらずと一桁台にまで激減した。また2006年2月1日からは、繁華街などに存在する「無料案内所」の派手な看板・写真などを規制する全国初の風俗案内所規制条例が施行されるなど、買い物がよりしやすくなった。南海難波駅が関西国際空港へ直接アクセスできることから、2015年頃からはインバウンドによる外国人観光客が急増し、とりわけアジアからの観光客が多く見られるようになった。これに対し、地元財界や地元商店では、外国人店員の配置や、看板・メニュー等の多言語化などを推進。また、道頓堀の巨大看板やグリコマンサインなどはアジアで広く知れ渡るようになり、ミナミは国際繁華街として賑わいをみせている。

## 歴史
江戸時代初期、道頓堀に芝居小屋ができると、対岸の島之内南部には遊里が出来、この遊里がミナミと呼ばれた。その後、各所に点在していた遊里は下船場の新町遊廓に統合された。しかし、以降も島之内南端の宗右衛門町、道頓堀の九郎衛門町と櫓町、その南東の坂町、同じく南西の難波新地などに続々と遊里ができ、これらは総じて「南地五花街」と称された。
船場と道頓堀に挟まれた島之内は、北部は職人町として船場とともに城下の中枢を担ったが、色町となった南部は船場の商いどころに対して粋どころと呼ばれた。心斎橋筋は新町遊廓と道頓堀を結ぶ道路として発展し、小売店が立ち並ぶようになった。
近代以降、刑場や墓地であった千日前にも繁華街が広がり始め、湊町にも難波駅や湊町駅（現：JR難波駅）が開業すると一気に拡大した。

## 主な地域・商業施設
- 島之内
  - 心斎橋（島之内側）
    - 心斎橋筋商店街
    - 心斎橋ZERO GATE
    - エトワール心斎橋
    - 大丸心斎橋店
    - 心斎橋PARCO
    - 心斎橋オーパ

  - アメリカ村（アメ村）
    - BIG STEP
    - 心斎橋PARCO (DUE) アメリカ村

  - ヨーロッパ村（御堂筋以東の周防町筋沿い）
    - 心斎橋AXY

  - 宗右衛門町（道頓堀川北岸）
    - ドン・キホーテ道頓堀店
- 道頓堀（道頓堀川南岸）
  - 大阪松竹座
  - かに道楽道頓堀本店・中店・東店
  - 道頓堀ZERO GATE
- 千日前
  - ビックカメラなんば店（エスカールなんば）
  - 千日前道具屋筋商店街
- 難波
  - 戎橋筋商店街
  - なんばマルイ
  - エディオンなんば本店
  - 髙島屋大阪店
  - なんばスカイオ
  - なんばCITY
  - なんばパークス
  - なんさん通り商店街

## ミナミの主な通り・筋・商店街路
東西方向（北から南の順）
- 長堀通 - 末吉橋通を拡幅した形となるため、厳密には船場の通
- 鰻谷（うなぎだに）北通 - 鰻谷上之町通とも
- 鰻谷南通 - 鰻谷中之町通とも
- 大宝寺（だいほうじ）通 - いちょう通りとも
- 清水町（しみずまち）筋 - 清水通とも
- 周防町（すおうまち）筋 - 周防町通、ヨーロッパ通りとも
- 八幡（はちまん）筋
- 三津寺（みつでら）筋 - 三ツ寺筋とも表記され、「みってら」と発音されることが多い
- 新屋敷筋 - 炭屋町筋 - 心斎橋筋間のみ
- 宗右衛門町通 - 御堂筋以西では久左衛門町通とも
- 道頓堀通
- 法善寺横丁
- 千日前通
- 難波本通
- なんば南海通

南北方向（東から西の順）
- 堺筋 - 島之内では長堀橋筋、日本橋以南では日本橋筋とも
- 千年町（せんねんちょう）筋
- 玉屋町（たまやまち）筋 - 相合橋以南では相合橋筋
- 笠屋町（かさやまち）筋 - 道頓堀通以南でやや西へずれて千日前（商店街）、千日前道具屋筋商店街
- 畳屋町（たたみやまち）筋
- 心斎橋筋 - 戎橋以南は戎橋筋、難波駅前以南はなんさん通り
- 御堂筋 - 国道25号
- 佐野屋橋（さのやばし）筋
- 大黒橋筋（だいこくばし）筋 - 大宝寺通以南のみ
- 炭屋町（すみやまち）筋 - 西横堀筋、単に横堀筋とも

## 交通機関
私鉄や地下鉄の駅が多数集積する難波駅がターミナル駅としての役割を持っており、難波駅は大阪市内では大阪・梅田駅に次ぐ利用者数を誇る。特に南海難波駅は関西国際空港の利用者が多く利用するため、ミナミの玄関口として機能している。南海難波駅以外は全て地下駅である。
- 南海難波駅 - 南海本線・高野線
- 地下鉄難波駅 - 地下鉄御堂筋線・四つ橋線・千日前線
- 大阪難波駅 - 近鉄難波線（奈良線）・阪神なんば線
- JR難波駅 - JR関西本線（大和路線）
- 日本橋駅 - 地下鉄堺筋線・千日前線
- 近鉄日本橋駅 - 近鉄難波線（奈良線）
- 心斎橋駅 - 地下鉄御堂筋線・長堀鶴見緑地線
- 長堀橋駅 - 地下鉄堺筋線・長堀鶴見緑地線
- 四ツ橋駅 - 地下鉄四つ橋線

## ミナミを舞台にした作品
- 心斎橋#心斎橋を舞台とした作品、道頓堀#道頓堀を題材とした作品も参照。
- 夫婦善哉
- 難波金融伝・ミナミの帝王
- マジックミラー